# Takashi Rakuyama
Takashi Rakuyama (jap. 楽山 孝志 Rakuyama Takashi; ur. 11 sierpnia 1980) – japoński piłkarz występujący na pozycji pomocnika.

## Kariera klubowa
Od 2003 do 2009 roku występował w klubach JEF United Chiba i Sanfrecce Hiroszima.